# Shenzhen Open
Shenzhen Open – kobiecy turniej tenisowy kategorii WTA International Series zaliczany do cyklu WTA Tour oraz męski turniej tenisowy kategorii ATP World Tour 250 zaliczany do cyklu ATP World Tour, rozgrywany na kortach twardych w Shenzhen na obiekcie Shenzhen Longgang Sports Center.
Kobiety rywalizowały w latach 2013–2020, w styczniu, natomiast mężczyźni grali w latach 2014–2018 podczas cyklu jesiennego.

## Historia nazwy turnieju
| Rok  | Rok  | Nazwa                          |
|      | 2013 | Shenzhen Longgang Gemdale Open |
| 2014 | 2020 | Shenzhen Open                  |

## Mecze finałowe

### gra pojedyncza mężczyzn
| Rok  | Zwycięzca          | Finalista              | Wynik               |
| 2018 | Yoshihito Nishioka | Pierre-Hugues Herbert  | 7:5, 2:6, 6:4       |
| 2017 | David Goffin       | Ołeksandr Dołhopołow   | 6:4, 6:7(5), 6:3    |
| 2016 | Tomáš Berdych      | Richard Gasquet        | 7:6(5), 6:7(2), 6:3 |
| 2015 | Tomáš Berdych      | Guillermo García-López | 6:3, 7:6(7)         |
| 2014 | Andy Murray        | Tommy Robredo          | 5:7, 7:6(9), 6:1    |

### gra pojedyncza kobiet
| Rok  | Zwyciężczyni             | Finalistka         | Wynik            |
| 2020 | Jekatierina Aleksandrowa | Jelena Rybakina    | 6:2, 6:4         |
| 2019 | Aryna Sabalenka          | Alison Riske       | 4:6, 7:6(2), 6:3 |
| 2018 | Simona Halep             | Kateřina Siniaková | 6:1, 2:6, 6:0    |
| 2017 | Kateřina Siniaková       | Alison Riske       | 6:3, 6:4         |
| 2016 | Agnieszka Radwańska      | Alison Riske       | 6:3, 6:2         |
| 2015 | Simona Halep             | Timea Bacsinszky   | 6:2, 6:2         |
| 2014 | Li Na                    | Peng Shuai         | 6:4, 7:5         |
| 2013 | Li Na                    | Klára Zakopalová   | 6:3, 1:6, 7:5    |

### gra podwójna mężczyzn
| Rok  | Zwycięzcy                      | Finaliści                     | Wynik             |
| 2018 | Ben McLachlan Joe Salisbury    | Robert Lindstedt Rajeev Ram   | 7:6(5), 7:6(4)    |
| 2017 | Alexander Peya Rajeev Ram      | Nikola Mektić Nicholas Monroe | 6:3, 6:2          |
| 2016 | Fabio Fognini Robert Lindstedt | Oliver Marach Fabrice Martin  | 7:6(4), 6:3       |
| 2015 | Jonatan Erlich Colin Fleming   | Chris Guccione André Sá       | 6:1, 6:7(3), 10–6 |
| 2014 | Jean-Julien Rojer Horia Tecău  | Sam Groth Chris Guccione      | 6:4, 7:6(4)       |

### gra podwójna kobiet
| Rok  | Zwyciężczynie                         | Finalistki                            | Wynik          |
| 2020 | Barbora Krejčíková Kateřina Siniaková | Duan Yingying Zheng Saisai            | 6:2, 3:6, 10–4 |
| 2019 | Peng Shuai Yang Zhaoxuan              | Duan Yingying Renata Voráčová         | 6:4, 6:3       |
| 2018 | Irina-Camelia Begu Simona Halep       | Barbora Krejčíková Kateřina Siniaková | 1:6, 6:1, 10–8 |
| 2017 | Andrea Hlaváčková Peng Shuai          | Raluca Olaru Olha Sawczuk             | 6:1, 7:5       |
| 2016 | Vania King Monica Niculescu           | Xu Yifan Zheng Saisai                 | 6:1, 6:4       |
| 2015 | Ludmyła Kiczenok Nadija Kiczenok      | Liang Chen Wang Yafan                 | 6:4, 7:6(6)    |
| 2014 | Monica Niculescu Klára Zakopalová     | Ludmyła Kiczenok Nadija Kiczenok      | 6:3, 6:4       |
| 2013 | Chan Hao-ching Chan Yung-jan          | Iryna Buriaczok Walerija Sołowjowa    | 6:0, 7:5       |